# Lista de filmes portugueses de 1972
Lista de filmes portugueses de longa-metragem lançados comercialmente em Portugal em 1972, nas salas de cinema.
Notas: Na secção coprodução, passando o cursor sobre a bandeira aparecerá o nome do país correspondente.
| # | Filme                     | Realização           | Género       | Estreia         | Coprodução |
| - | ------------------------- | -------------------- | ------------ | --------------- | ---------- |
| 1 | Uma Abelha na Chuva       | Fernando Lopes       | Drama        | 13 de abril     | —          |
| 2 | Crime de Amor - Triangulo | Rafael Moreno Alba   | Drama, crime | 4 de outubro    | Espanha    |
| 3 | Lotação Esgotada          | Manuel Guimarães     | Comédia      | 11 de maio      | —          |
| 4 | O Passado e o Presente    | Manoel de Oliveira   | Sátira       | 26 de fevereiro | —          |
| 5 | Pedro Só                  | Alfredo Tropa        | Drama        | 8 de junho      | —          |
| 6 | O Recado                  | José Fonseca e Costa | Drama        | 24 de março     | —          |
| 7 | Os Toiros de Mary Foster  | Henrique Campos      | Drama        | 11 de novembro  | —          |
| 8 | O Zé do Burro             | Eurico Ferreira      | Comédia      | 19 de janeiro   | —          |